# Simon Verherstraeten
Simon Verherstraeten (* 14. Januar 1999) ist ein belgischer Leichtathlet, der sich auf den Sprint spezialisiert hat.

## Sportliche Laufbahn
Erste internationale Erfahrungen sammelte Simon Verherstraeten im Jahr 2017, als er bei den U20-Europameisterschaften in Grosseto mit 14,35 s im Halbfinale im 110-Meter-Hürdenlauf ausschied. 2019 gewann er bei den U23-Europameisterschaften in Gävle mit der belgischen 4-mal-100-Meter-Staffel in 39,77 s die Bronzemedaille hinter den Teams aus Deutschland und Frankreich. 2022 verhalf er der belgischen Mannschaft bei den Europameisterschaften in München zum Finaleinzug. Bei den World Athletics Relays 2024 auf den Bahamas verpasste er die Direktqualifikation über 4-mal 100 Meter für die Olympischen Spiele in Paris, ehe er bei den Europameisterschaften in Rom in 38,65 s den vierten Platz belegte.
2024 wurde Verherstraeten belgischer Meister im 100- und 200-Meter-Lauf.

## Persönliche Bestleistungen
- 100 Meter: 10,10 s (+1,2 m/s), 22. Juni 2024 in Genf
  - 60 Meter (Halle): 6,72 s, 18. Februar 2024 in Louvain-la-Neuve
- 200 Meter: 20,60 s (+0,1 m/s), 30. Juni 2024 in Brüssel